# Zamarada erosa
Zamarada erosa là một loài bướm đêm trong họ Geometridae.